# Josepha Auernhammer
Josepha Barbara Auernhammer (* 25. September 1758 in Wien; † 30. Januar 1820 ebenda) war eine österreichische Pianistin und Komponistin, elftes Kind des Johann Michael (nicht „von“) Auernhammer und der Elisabeth Timmer.

## Leben und Wirken
Josepha Barbara Auernhammer studierte bei Georg Friedrich Richter, Leopold Anton Kozeluch und von 1781 an bei Mozart, in den sie sich verliebte. Am 27. Juni 1781 schrieb Mozart über sie: „Ich bin fast täglich nach Tisch bei H: v: Auerhammer;  – Die freulle ist ein scheusal! – spielt aber zum entzücken; nur geht ihr der Wahre, feine singende geschmack im Cantabile ab; sie verzupft alles.“ In diesem Jahr widmete Mozart ihr seine Sonaten für Klavier und Violine KV 296 und KV 376–380. (Die Widmung an Auernhammer auf der Ausgabe der Klaviervariationen „Ah, vous dirais je, maman“ KV 265 wurde 1785 vom Verleger Christoph Torricella hinzugefügt.)
Auernhammer korrigierte die Drucke mehrerer Sonaten Mozarts, und ihr Klavierspiel mit Mozart wurde von Abbé Stadler begeistert beschrieben. Anlässlich eines Hauskonzerts im Wiener Passauerhof spielte sie am 23. November 1781 mit Mozart die Sonate für zwei Klaviere KV 448 und das Doppelkonzert KV 365. Weitere gemeinsame Konzertauftritte fanden im Januar 1782 und am 26. Mai 1782 statt. Nach dem Tod ihres Vaters vermittelte Mozart Auernhammer ein Quartier bei Baronin Waldstätten in der Leopoldstadt. 
Am 23. Mai 1786 heiratete sie den Beamten Johann Bessenig (ca. 1752–1837), mit dem sie vier Kinder hatte. Sie trat weiterhin regelmäßig im privaten Kreis und bei Konzerten im Burgtheater auf. Bereits am 25. März 1801 spielte sie dort das Klavierkonzert C-Dur op. 15 von Ludwig van Beethoven, das erst wenige Tage zuvor erschienen war. Ihr letztes öffentliches Konzert gab sie am 21. März 1813 gemeinsam mit ihrer Tochter Marianna, die sich unter dem Namen Auenheim als Gesangslehrerin und Pianistin ebenfalls profilierte.
Auernhammer schrieb hauptsächlich Klaviermusik, besonders Variationen, die von umfassender Kenntnis pianistischer Techniken und kunstvollem Gebrauch des Instrumentes zeugen. Sie veröffentlichte „rund 10 Hefte Klaviervariationen“. In Handschriften verbreitet wurden sechs deutsche Lieder (1790).
Ihre Grabstätte befindet sich auf dem Sankt Marxer Friedhof.

## Werke (Auswahl)
- Dix Variations composées et dediées a Madame la Baronne de Braun par Madame Jos. Aurnhammer, Op. 63